# Phoebe bicornis
Phoebe bicornis är en skalbaggsart som först beskrevs av Olivier 1795.  Phoebe bicornis ingår i släktet Phoebe och familjen långhorningar. Inga underarter finns listade i Catalogue of Life.